# الحقد (فلم)
الحقد (بالإنجليزية: The Grudge) ، هي فيلم أمريكي من نوع الرعب ، وهي الجزء الأول من سلسلة أفلام ذا غوردج باللغة الإنجليزية «الحقد» ، أنتجت سنة 2004م.

## وصلات خارجية
- الموقع الرسمي
- مقالات تستعمل روابط فنية بلا صلة مع ويكي بيانات
- The Grudge على موقع أول موفي.
- Director Takashi Shimizu Q&A